# Otto Wilhelm Thomé
Otto Wilhelm Thomé (1840–1925) là một nhà thực vật học người Đức và là nghệ sĩ thực vật từ Cologne nổi tiếng nhất với bản tóm tắt các minh họa thực vật Flora von Deutschland, Österreich und der Schweiz trong Wort und Bild für Schule und Haus (Thực vật Đức, Áo và Thụy Sĩ Lời và hình ảnh cho trường học và nhà) đầu tiên của 4 tập với tổng số 572 hình minh họa thực vật, được xuất bản năm 1885 tại Gera, Đức. 8 tập khác đã được Walter Migula bổ sung vào năm 1903. Từ 1897 đến 1899, ông là Hiệu trưởng của Trường Kinh doanh Cologne.

## Minh họa của Thomé

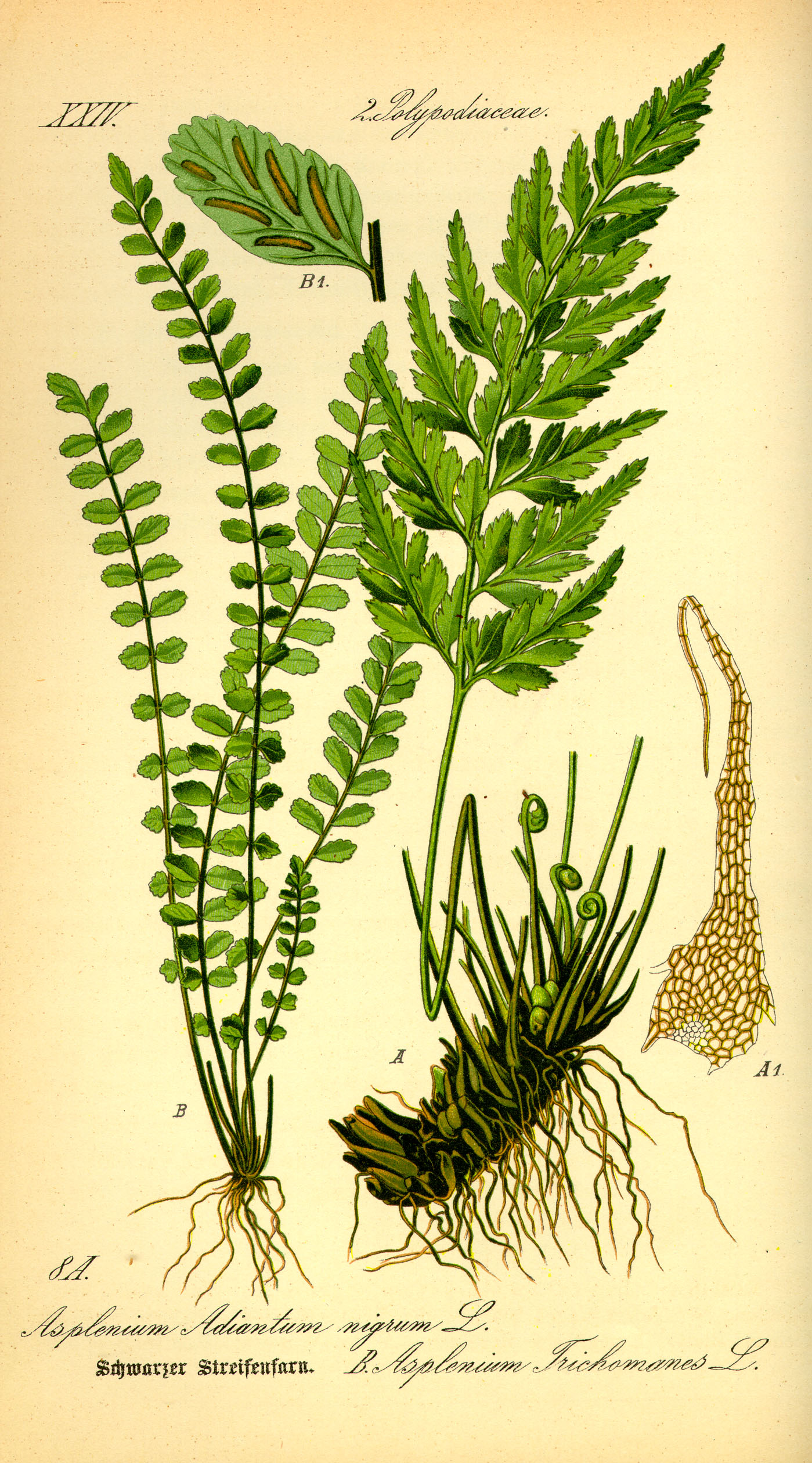
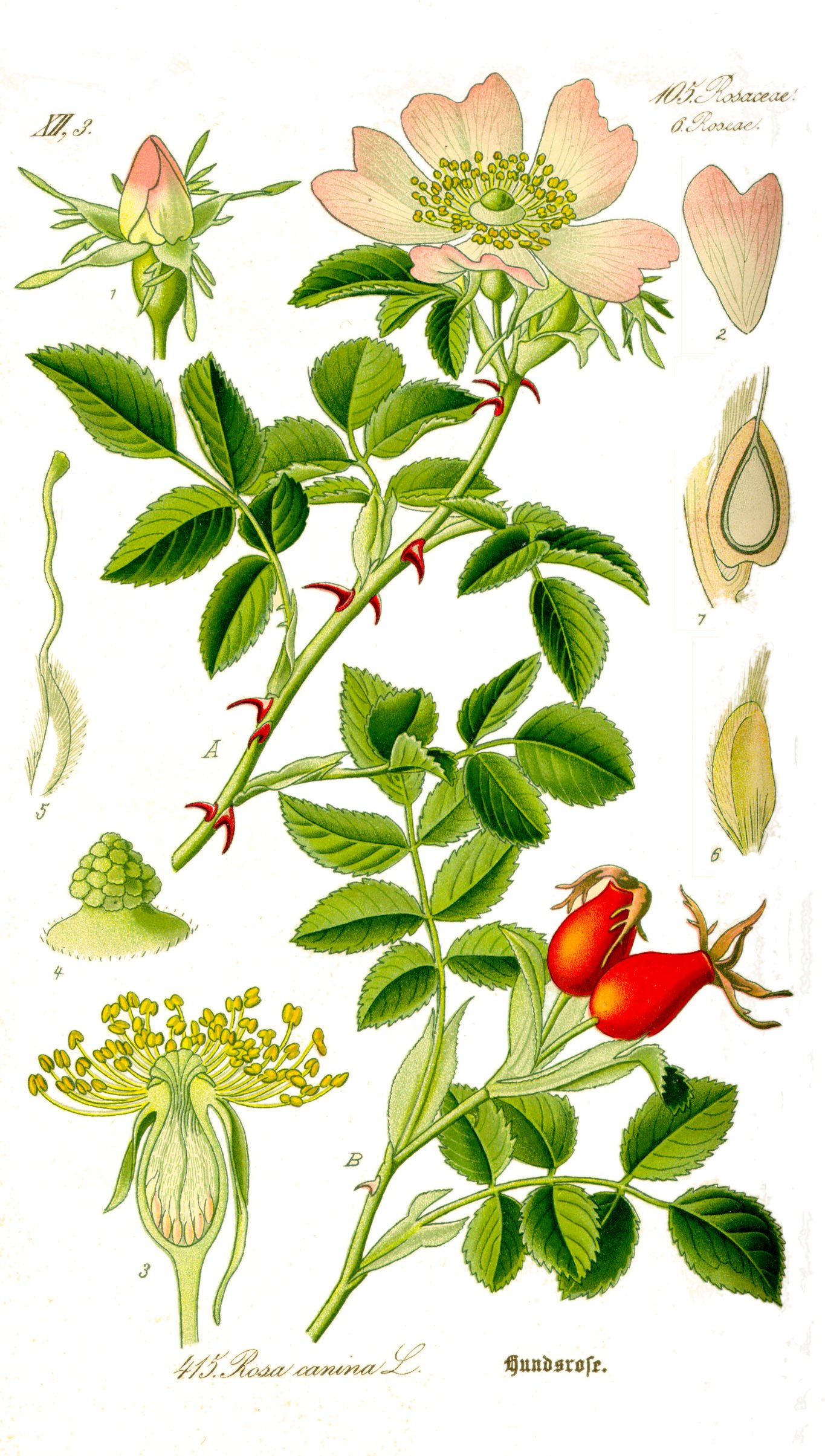
Rosa canina
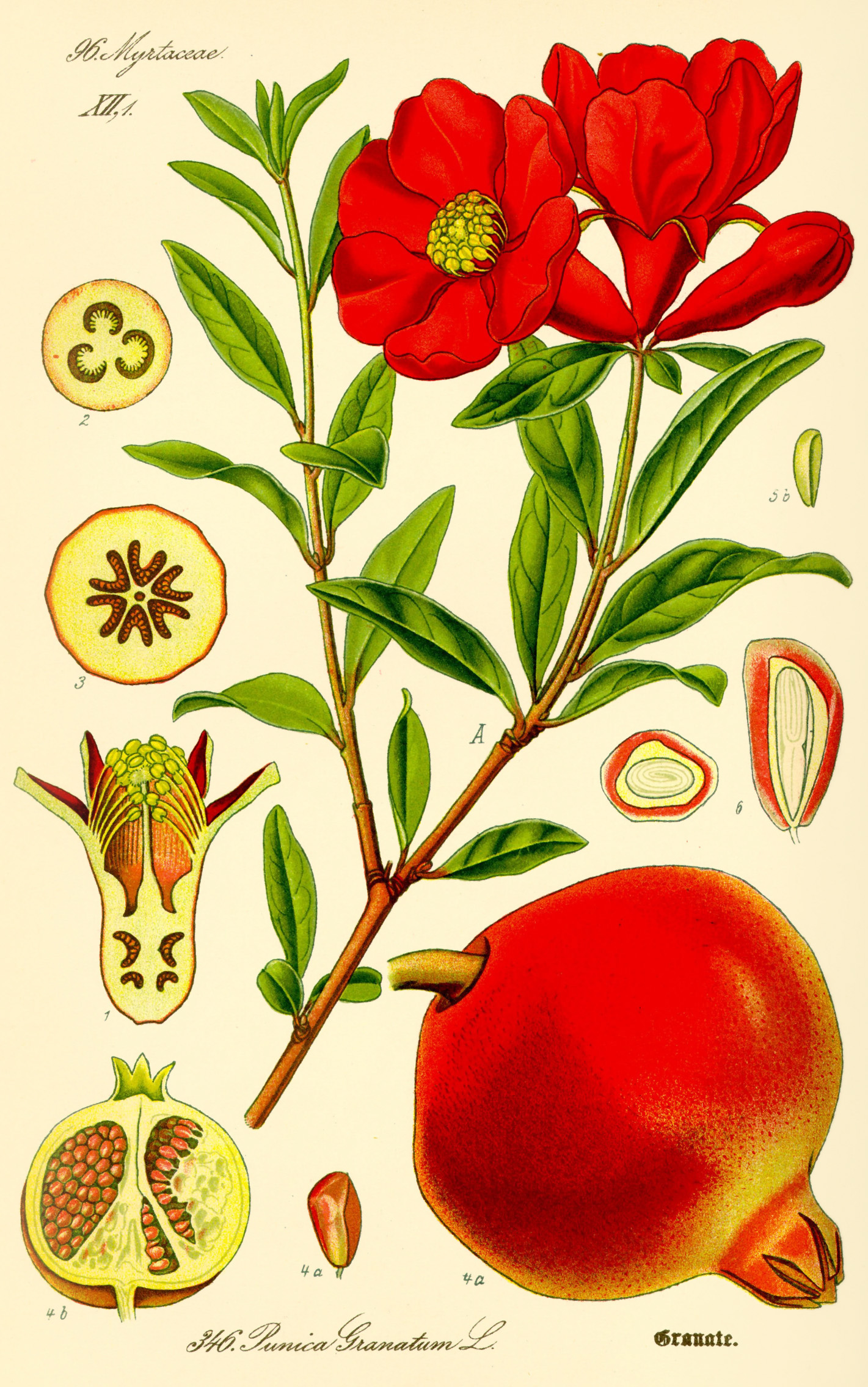
Punica granatum

Chữ viết tắt của tác giả tiêu chuẩn Thomé được sử dụng để chỉ người này là tác giả khi trích dẫn một tên thực vật.